# Gor'kij šokolad
Gor'kij šokolad (in russo Горький шоколад?) è il settimo album in studio della cantante russo-statunitense Ljubov' Uspenskaja, pubblicato il 10 settembre 2003 dalla Artur Music.

## Tracce
1. Gor'kij šokolad – 3:58 (testo: Ol'ga Klimenkova – musica: Igor' Azarov)
2. Veter – 3:57 (testo: Regina Lisic – musica: Igor' Azarov)
3. Belym-bela – 3:26 (testo: Ol'ga Klimenkova – musica: Igor' Azarov)
4. Nebo – 4:58 (testo: Regina Lisic – musica: Igor' Azarov)
5. Voz'mi menja s soboj – 3:07 (testo: Michail Tanič – musica: Aleksej Mažukov)
6. Slučajnye svjazi – 3:52 (testo: Regina Lisic – musica: Igor' Azarov)
7. Zdravstvuj, moj dorogoj – 3:29 (testo: Larisa Rubal'skaja – musica: Aleksandr Luk'janov)
8. Ne povtorjajtes' – 3:34 (testo: Michail Tanič – musica: Igor' Azarov)
9. Serpantin – 3:33 (testo: Ol'ga Klimenkova – musica: Igor' Azarov)
10. Tango – 3:16 (testo: Regina Lisic – musica: Igor' Azarov)
11. Sil'nej, čem prežde (con Soso Pavliašvili) – 4:26 (testo: Andrej Artem'ev – musica: Soso Pavliašvili)
12. Ja budu očen' po tebe skučat' (con Slava Medjanik) – 3:09 (testo: Regina Lisic – musica: Igor' Azarov)